# Hualpén
Hualpén (del mapudungun: mira a tu alrededor) es una comuna ubicada en el Gran Concepción, Región del Biobío. En la zona centro-sur de Chile. 
La comuna fue creada el año 2004, a partir de la división de la comuna de Talcahuano. Está integrada dentro del área metropolitana del Gran Concepción. Hualpén posee una superficie de 53,50 km² y una población de 91 773 habitantes aproximadamente, según el censo de 2017.
La comuna alberga a la refinería de petróleo ENAP, y es sede de la Universidad Técnica Federico Santa María. Limita al norte con la comuna de Talcahuano, al este con Concepción, al sur con San Pedro de la Paz (cruzando el río Biobío), y al oeste con el océano Pacífico.

## Etimología
Su nombre, que proviene del idioma mapuche y que quiere decir «el que mira», se debe a su presencia de cerros desde los cuales se podía ver a los alrededores.
Muchos años después, al momento de la fundación de la comuna, se optó por eliminar el diminutivo «-illo», quedando establecido el nombre oficial como «Hualpén», mientras que Hualpencillo es actualmente el nombre de un sector de la comuna.

## Historia
En el año 1544, el capitán italiano Juan Bautista Pastene, ingresó por el río Biobío con su barco divisando el actual territorio comunal, en ese entonces habitado hasta la costa por los mapuches.
Dos siglos más tarde, estas tierras pasarían a manos de la orden de los jesuitas, pero con la expulsión de la Orden en 1767 por orden del Rey Carlos III de España, las tierras fueron confiscadas y pasaron a manos de don Antonio Narciso de Santa María y Escobar.
A inicios del siglo XIX, Hualpén era un territorio de carácter rural, especializada en fundos lecheros y chacareros. Durante la guerra de independencia sirvió de escondite a patriotas. El patriota Miguel de Zañartu y Santa María, autor definitivo del Acta de Independencia, tuvo relación con el Hualpén de la época, al igual que Pedro José del Río de la Cruz, comisario de guerra de la Segunda división del ejército patriota. Ya entrada la república, personajes reconocidos de Hualpén fueron José María de la Cruz y Prieto, y su hija, Delfina de la Cruz y Zañartu, esposa del presidente Aníbal Pinto Garmendia.
Administrativamente, Hualpén estaba en la 4.ª Subdelegación Vegas de Talcahuano del departamento de Talcahuano.
Por esos años, Parmenia del Río y Zañartu resultó heredera del fundo Hualpencillo, posteriormente adquirido por Samuel Price Oxley, lugar donde actualmente se ubican Cerro Verde, Lenga y el Club Hípico.
Un siglo más tarde las tierras la heredaría su tataranieto, Pedro del Río Zañartu, a través de su madre, Doña Francisca Zañartu y Trujillo. Zañartu, en su Fundo Hualpén, habilitó su casa habitacional de 1870 como un museo con las colección de objetos que recogió en sus viajes por el mundo, abriendo sus puertas al público el año 1935.
Entregó sus tierras y su casa a su muerte a manos de la Municipalidad de Concepción, la cual, más tarde, las entregaría a la Municipalidad de Talcahuano.

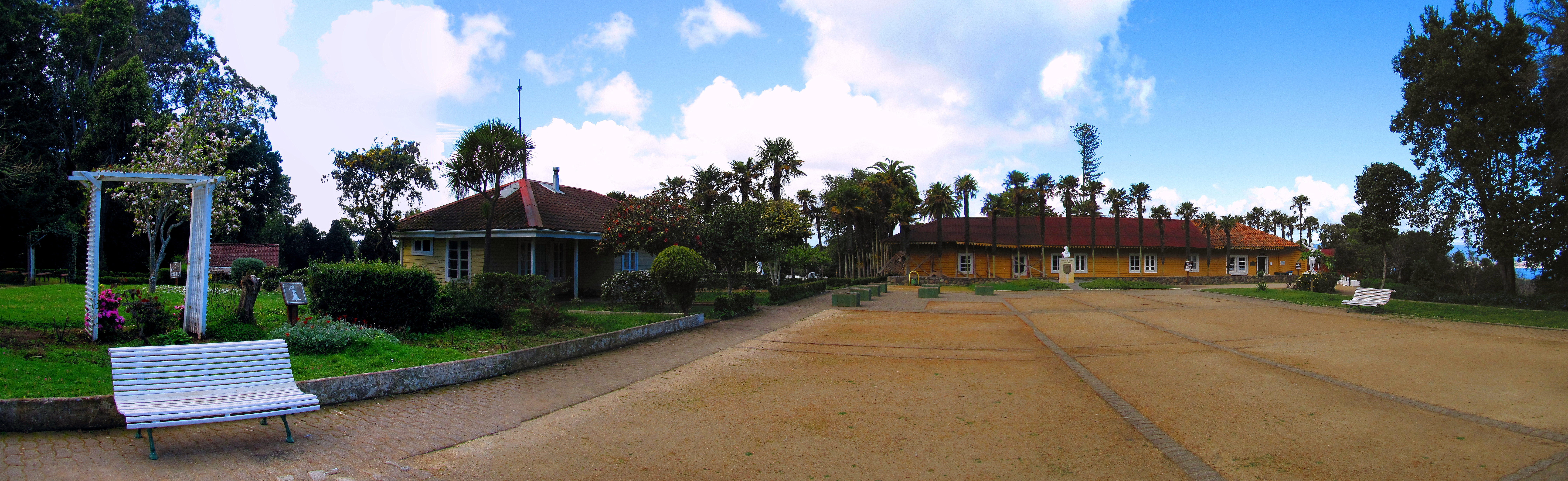
Parque museo, Pedro del Río Zañartu.

A fines de la década del 40, empezó un auge industrial en las cercanías del actual territorio comunal, con la instalación de grandes industrias como la siderúrgica Huachipato, lo que atrajo a nuevos habitantes buscando oportunidades de trabajo. Estos primeros núcleos habitados se sumaron a los de La Cantera de Lenga y la Planta Ballenera de Chome.
En las actuales poblaciones de Lan A, Lan B y Lan C existió un viejo aeródromo que funcionó entre 1941 y 1967.
Tras el terremoto de 1960 se erigen en la zona poblaciones destinadas a albergar a los damnificados, como la Población Emergencia (actual 18 de septiembre), a lo que se suma la labor de la Corporación de la Vivienda (Corvi), organismo estatal que desarrolla un plan de viviendas sociales que dio origen a varios sectores poblacionales, como Armando Alarcón del Canto.
En 1973, el presidente Salvador Allende inaugura oficialmente la Sede Talcahuano de la Universidad Técnica Federico Santa María "Rey Balduino de Bélgica".
Décadas más tarde, producto del crecimiento durante las décadas de 1980 y 1990, se inició la campaña por parte de los vecinos de sectores de Talcahuano como Hualpencillo, Villa Acero, Villa Empart, Caleta Lenga, Parque Central, Parque Residencial Biobío, Lan C, entre otros, para convertirse en comuna.
Surgió un primer proyecto para formar la comuna de Hualpencillo, que luego de muchas discusiones, se archivó en el año 2000. 
Posteriormente, en el año 2003, se inició un nuevo proyecto, modificando el nombre comunal por Hualpén, el que luego de varios debates y modificaciones, fue aprobado y publicado el 15 de marzo de 2004, en el mandato del presidente Ricardo Lagos Escobar. 
En este período, fue delegado como alcalde Leocán Portus Govinden, hasta las elecciones del mismo año. El primer alcalde electo fue Marcelo Rivera Arancibia.
El 24 de mayo de 2006, el general director de Carabineros de Chile, José Alejandro Bernales, informó oficialmente que las comunas de Talcahuano y Hualpén se separaban administrativamente en el plano policial.

## Demografía

### Zonas urbanas

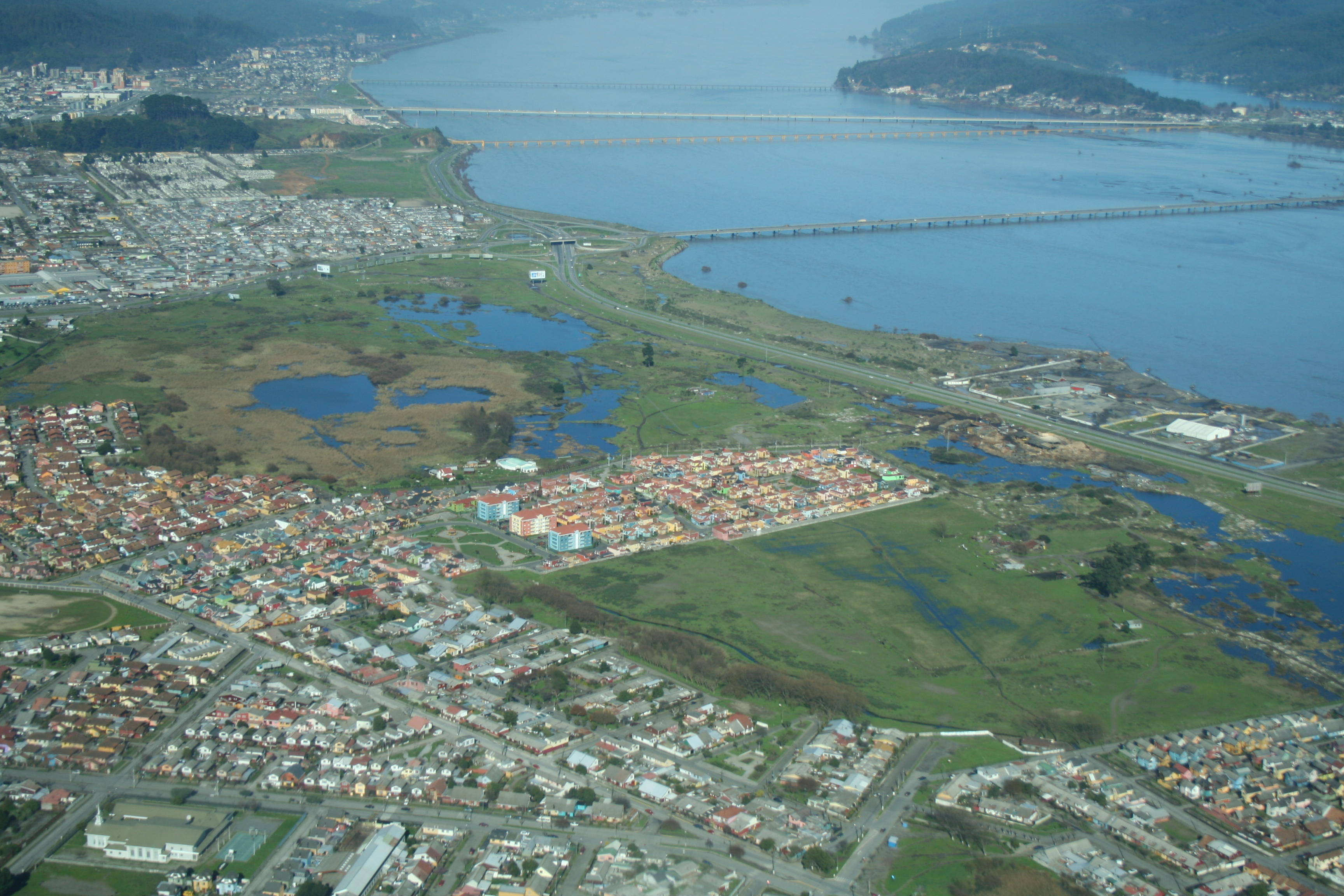
Hualpén desde el aire.

El sector urbano de la comuna de Hualpén se ha constituido con varios sectores y poblaciones del sur de la ciudad de Talcahuano, los cuales se han ido transformando con el paso del tiempo. Entre ellos podemos destacar los siguientes: Hualpencillo, la parte sur del Sector Industrial (ENAP Refinerías, e IDIEM de la Universidad de Chile), FERBIO, el Parque Central, Peñuelas, y el Sector Sur (Villa Acero, el Parque Residencial Biobío, el Parque Las Américas, Colón 9000, Cerro Verde, Cerro Verde Alto y la Población René Schneider).

#### Sector FERBIO
El sector FERBIO de la comuna de Hualpén es notable por haber albergado la Feria Regional del Biobío y por ser un lugar donde se desarrollan actividades, especialmente en septiembre, incluyendo ramadas y juegos. Este sector experimentó una revitalización en 1987 con la mejora de la Autopista Concepción-Talcahuano y la construcción del Trébol de FERBIO. Aunque la discoteca local se cerró y parte del terreno fue vendido en la década de 1990, el sector ha continuado modernizándose. Entre los servicios del sector se incluyen el Centro de Convenciones Suractivo, un centro comercial, un hotel, una mutual y una clínica. El principal acceso a este sector es la Autopista Concepción-Talcahuano.

#### Sector Hualpencillo
El sector Hualpencillo es un área densamente poblada y ha sido el núcleo de la comuna de Hualpén, expandiéndose considerablemente entre las décadas de 1980 y 1990. Este sector está organizado alrededor de lugares significativos como el Club Hípico de Concepción y la antigua estación Los Perales. Hualpencillo alberga servicios municipales importantes como la Municipalidad de Hualpén, colegios, escuelas, liceos, y centros de salud como el CESFAM y SAPU Hualpencillo. Las principales vías de acceso son la Avenida Cristóbal Colón, Avenida Las Golondrinas, Avenida Gran Bretaña y Avenida Grecia.

#### Sector Las Industrias
El sector Las Industrias es reconocido por ser la continuación del barrio homónimo de la comuna de Talcahuano, limitado por la Avenida Gran Bretaña y Camino a Lenga. Algunos de los servicios en este sector incluyen IDIEM de la Facultad de Ciencias Físicas y Matemáticas de la Universidad de Chile y ENAP Refinerías Biobío. Las principales vialidades de este sector son Avenida Gran Bretaña, Avenida Las Golondrinas, y Camino a Lenga.

#### Sector Parque Central
El sector Parque Central es predominantemente residencial, ubicado al sur de la Ciudad del Niño y al este de la Avenida Arteaga Alemparte. Este sector ha estado experimentando una expansión, especialmente hacia el norte, y ha visto el desarrollo de conjuntos habitacionales y departamentos de alto nivel adquisitivo. Las principales vías de acceso a este sector son la Avenida Cristóbal Colón y Avenida Los Arteaga Alemparte.

#### Sector Peñuelas
El sector Peñuelas es un área residencial al sur de Hualpencillo y al oeste del sector sur de la ciudad. Este sector ha experimentado un crecimiento significativo en 2006, con la construcción de viviendas dinámicas sin deuda y otros conjuntos residenciales en torno a la Avenida Gran Bretaña. El sector ofrece comercio minoritario y alberga la nueva USAF Peñuelas, que depende del Cesfam Talcahuano Sur. Las principales vías de acceso son la Avenida Gran Bretaña, Potsdam y Océano Pacífico.

#### Sector Cerro Verde
Cerro Verde ha experimentado una significativa expansión en las últimas dos décadas. Se formó en torno a núcleos como Villa Acero y Población René Schneider, integrando finalmente a las ciudades de Concepción y Talcahuano. El CESFAM Talcahuano Sur atiende a estos conjuntos residenciales y poblaciones, y el sector también cuenta con un pequeño centro de servicios, incluyendo supermercado, farmacia y el Colegio Sagrados Corazones. Las principales vialidades de este sector son Avenida Cristóbal Colón y Calle Potsdam.

### Caleta Lenga

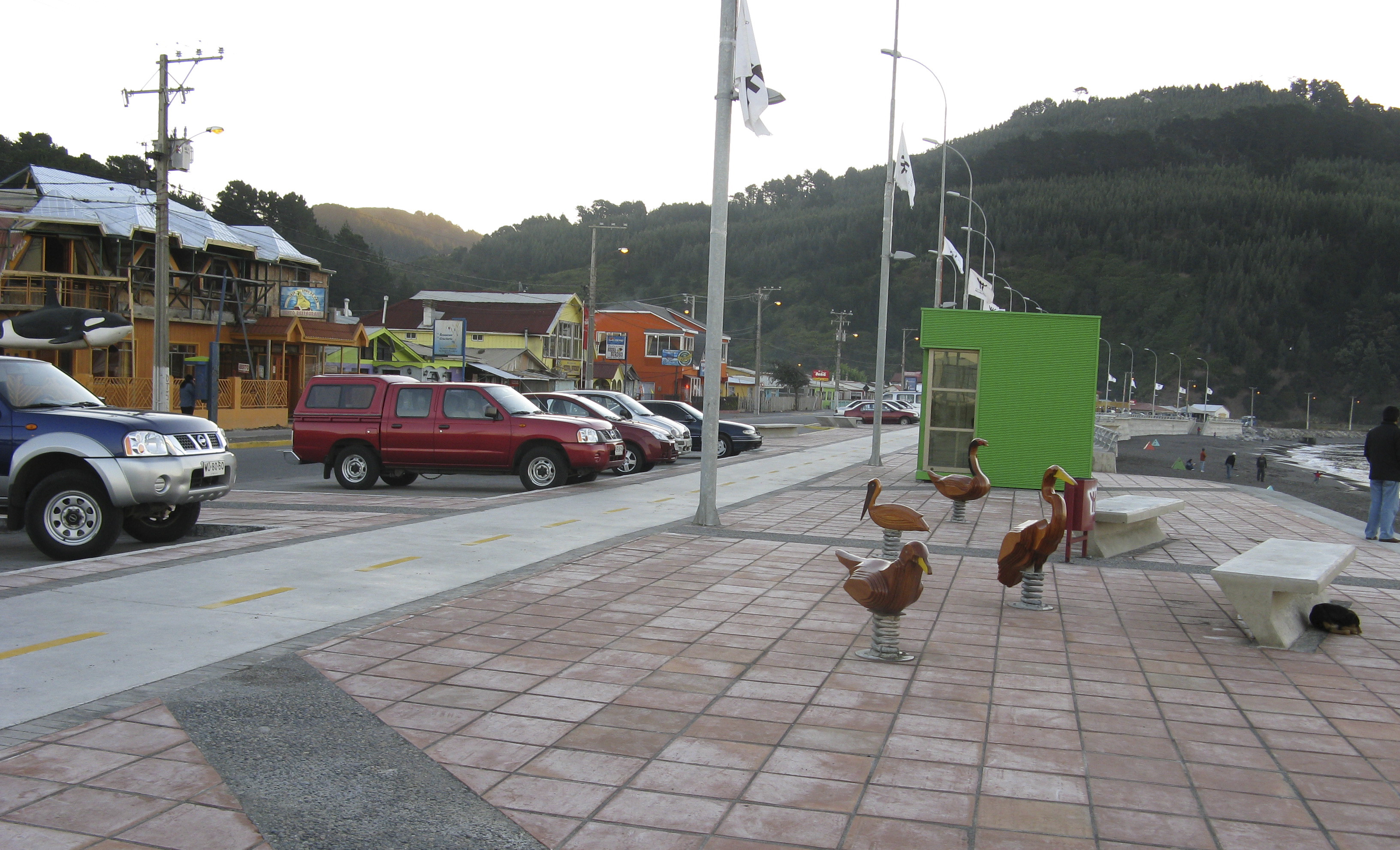
Costanera en la caleta Lenga.

Caleta de pescadores ubicada a orillas de la bahía de San Vicente. Posee una población de 378 habitantes.
Cuenta con una playa, los cerros Tetas del Biobío, además de diversos restaurantes de productos marinos. Se ha convertido en uno de los destinos turísticos más visitados de la zona debido a su gastronomía y paisaje. 
En el año 2008 se inauguró una costanera de paseo. A sus espaldas se encuentra un estuario que constituye una reserva de la naturaleza. Tiene servicio de buses, estacionamientos, y su playa es solanera.

### Balnearios

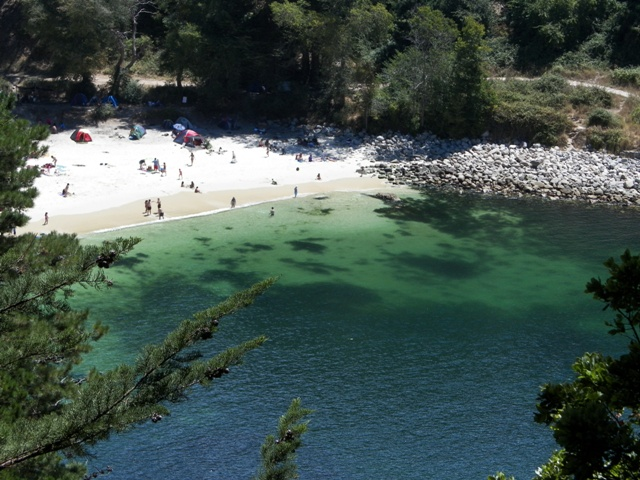
Playa de Ramuntcho.

- Ramuntcho: Balneario ubicado en las costas de la comuna de Hualpén, dentro del "Denominado Santuario de la Naturaleza", y a 22 km del centro de Concepción.
- Rocoto: Playa contigua a la desembocadura. Esta a los pies de un acantilado.

### Caseríos
- Caleta Chome: Caleta de pescadores en la Península de Hualpén, en donde antiguamente, se ubicaban barcos balleneros. Tiene 127 habitantes y se encuentra cercana al Parque Pedro del Río Zañartu.
- Caleta Perone: Caleta de pescadores que posee 57 habitantes. No está constituida legalmente como caleta.[cita requerida]

## Medio ambiente

### Geomorfología y componentes abióticos

Trazado simplificado de los ecosistemas y cuerpos de agua presentes en la comuna de Hualpén.

La comuna de Hualpén se encuentra emplazada en las unidades geomorfológicas de Planicie marina o fluviomarina y Llanos de sedimentación fluvial o aluvional; y presenta según la clasificación climática de Köppen clima mediterráneo de lluvia invernal e influencia costera (Csb (i)). Esta además se halla entre las cuencas hidrográficas de Costeras e Islas entre río Itata y río Biobío y río Biobío. Además, la comuna posee diversos cuerpos de agua, entre los que se destacan la laguna Verde; y río Lenga.

### Componentes bióticos
Dentro del territorio de la comuna se puede encontrar el siguiente ecosistema:   
- Bosque esclerófilo mediterráneo costero donde predominan Lithrea caustica y Azara integrifolia (En peligro crítico)

### Medidas de protección ambiental y conflictos socioambientales
Hasta 2022, la comuna de Hualpén cuenta con las siguientes zonas que poseen algún nivel de protección ambiental:  
- Área Marina Hualpén (Sitios ERB)[22]
- Humedales Sistema Lacustre Intercomunal Concepción (Sitios ERB)[23]
- Santuario de la Naturaleza Península de Hualpén (Santuario de la Naturaleza)[24]
- Santuario Parque Pedro del Río Zañartu (Fundo Hualpén) (Iniciativa de Conservación Privada)[25]

## Administración

### Municipalidad
La Ilustre Municipalidad de Hualpén es dirigida actualmente por el alcalde Miguel Rivera (PPD) reelegido para el periodo 2024-2028. El consejo municipal de Hualpén está compuesto por 8 concejales:
- Matías Rifo Valeria (Ind-FREVS)
- Marco Antonio Contreras Mella (PCCh)
- Wanda Riquelme Silva (PPD)
- Rosemarie Aránguiz Pérez (PSC)
- Erika Beltrán Soto (RN)
- Mireya Rodríguez Villa (PPD)
- César Valenzuela Ramírez (REP)
- Miguel Ángel Aravena Rojas (PDC)

### Representación parlamentaria
Hualpén forma parte del distrito 20, y es representado en la cámara de diputados por Roberto Arroyo (PSC), María Candelaria Acevedo (PC), Eric Aedo (DC), Marlene Pérez (Ind-UDI), Sergio Bobadilla (UDI), Francesca Muñoz (PSC), Leonidas Romero (Ind) y Félix González (Ind). La comuna integra la circunscripción 12, y es representada en el senado por Sebastián Keitel (Ind-Evópoli), Enrique Van Rysselberghe (UDI) y Gastón Saavedra (PS)

## Economía
En 2018, la cantidad de empresas registradas en Hualpén fue de 1.150. El Índice de Complejidad Económica (ECI) en el mismo año fue de 0,34, mientras que las actividades económicas con mayor índice de Ventaja Comparativa Revelada (RCA) fueron Fabricación de Máquinas y Herramientas (42,73), Reparación de Equipos de Control de Procesos Industriales (41,65) y Farmacias Independientes (29,39).

### Turismo
- Parque Pedro del Río Zañartu: Es un extenso parque de áreas verdes ubicado en la parte suroeste de la comuna. En su interior cuenta con el museo Hualpén, juegos infantiles, y un bosque de árboles nativos e importados.

- Club Hípico de Concepción: Es el club hípico más grande de la zona, con capacidad para 5 mil espectadores. En 1987, el Papa Juan Pablo II, realizó una misa al aire libre en el prado del club durante su visita a Chile.[27]

- Cerro Amarillo: Es un cerro ubicado en el corazón de Hualpén. Antiguamente fue un pequeño bosque de arrayanes.

- Desembocadura del Río Biobío: Se ubica a orillas del Golfo de Arauco. En este lugar desemboca el río más ancho de Chile. A sus alrededores se encuentran un bosque y una playa no apta para el baño.

- Caleta Lenga: Balneario ubicado en la Península de Hualpén, en la orilla sur de la Bahía de San Vicente. Se caracteriza por la gran cantidad de restaurantes ubicados frente al mar, donde el principal plato son los mariscos.

## Deportes
La estructura deportiva más grande en Hualpén es el Estadio Las Golondrinas, el cual fue reinaugurado en junio de 2006, ante más de 32 agrupaciones deportivas de la comuna. En 2012 pasa a ser una cancha sintética.
En el año 2005, se funda el club de mountainbike, Biobike Hualpén.[cita requerida] En noviembre de 2005, se funda la Asociación de Rayuela de Hualpén.[cita requerida]
La comuna cuenta con dos asociaciones de fútbol: Asociación Hualpencillo y Asociación Hualpén, esta última conformada por 15 equipos.[cita requerida]

## Transportes
La comuna cuenta con los Buses Licitados del Gran Concepción, que llegan desde distintos puntos del Gran Concepción, contando con cuatro terminales de mini buses urbanos.
La comuna de Hualpén también cuenta con un servicio de taxis y "taxis colectivos".
Posee, así mismo, una estación de ferrocarril urbano, Biotrén, bajo el nombre de Estación Universidad Técnica Federico Santa María, en el sitio de la antigua estación Los Perales.
Algunas líneas de buses que circulan por la comuna son: (02) Buses Hualpensan, (12) Nueva Sotrapel, (30) Ruta Las Playas, (40) Las Golondrinas, (41) Buses Mini Verde, (42) Mini Buses Hualpencillo, (43) Flota Las Lilas, (44) Flota Centauro, (60) Buses Tucapel, (65) Buses Cóndor, (71) Buses Puchacay, (81) Vía Del Sol y (90) Nueva Sol Yet.

## Medios de comunicación

### Radioemisoras
FM
- 107.5 MHz - Voz de Hualpén Radio

Online
- www.radiohualpen.cl - Radio Hualpén
- www.hualpen.cl - Radio Hualpén

La comuna no cuenta con radios comunitarias.

## Personas destacadas

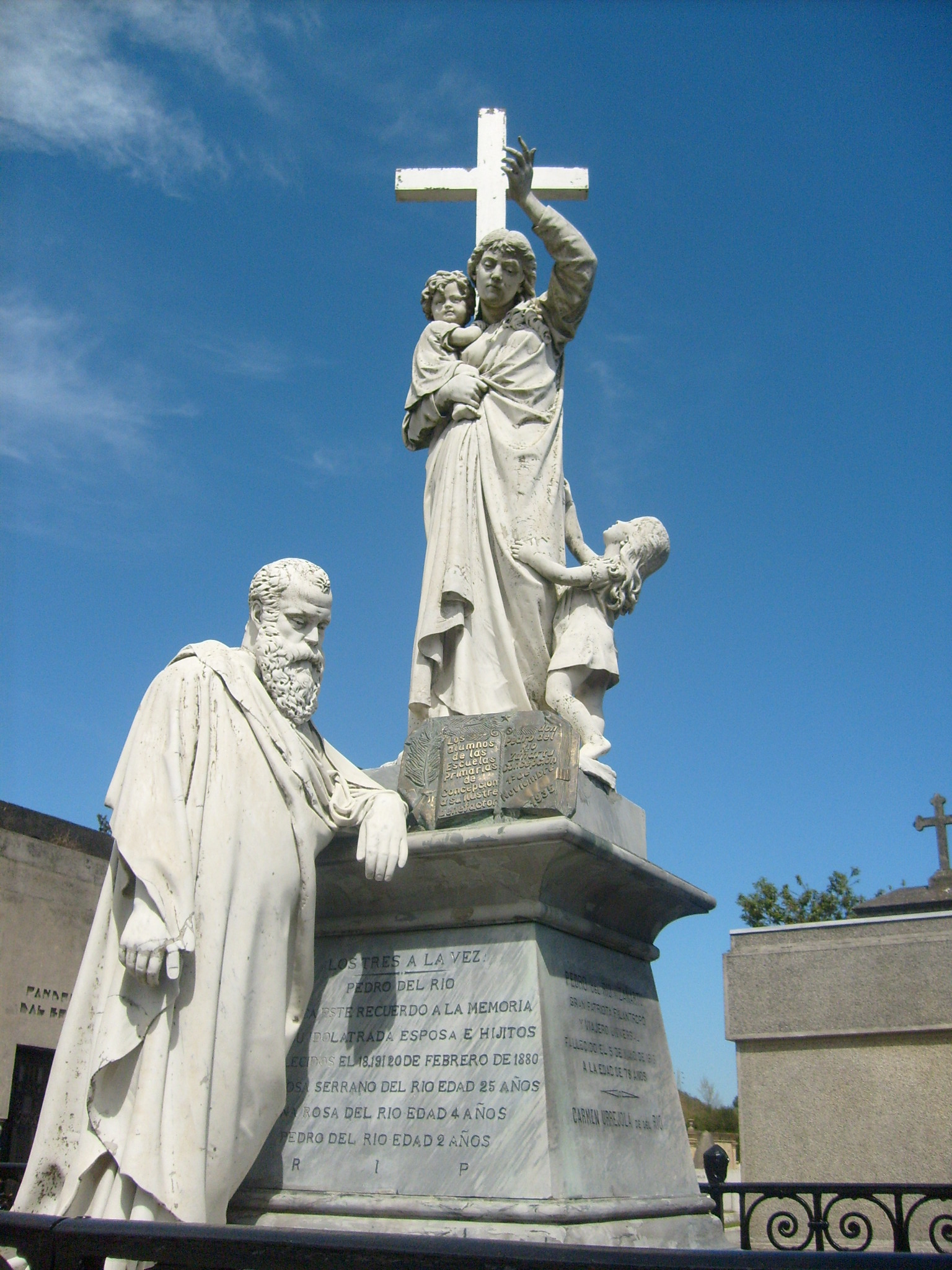
Tumba familiar realizada por Pedro del Río Zañartu. La familia Zañartu es una de las más antiguas e influyentes de la historia Hualpenina del.

- Pedro del Río Zañartu: Creador del Museo de Hualpén. Dueño del Antiguo Fundo Hualpén.
- Francisco Durán y Mauricio Durán de la banda de rock chilena de fama mundial Los Bunkers
- Pedro José del Río de la Cruz: Comisario de guerra de la Segunda división del ejército patriota
- Delfina de la Cruz Zañartu: Esposa del presidente Aníbal Pinto Garmendia. Apodada La Princesita del Sur.[30]
- José María de la Cruz Prieto: Candidato a la presidencia de Chile. Ministro de Guerra y Marina de José Tomás Ovalle.
- Miguel de Zañartu Santa María, Autor de la definitiva acta de la independencia de Chile.
- Pedro Morales Flores, futbolista.
- Julio César Rodríguez,  periodista y presentador de televisión.
- Gonzalo Jara Reyes, futbolista.
- Nicolás Gavilán, ganador de Pasapalabra.[31]
- Matías Gavilán, hermano de Nicolás Gavilán y participante de Pasapalabra.
- Pamela Araya, periodista y conductora de Canal 24 Horas.
- Catalina Bustos, ilustradora. Autora del libro “Diario de un solo”
- Luis Melo M., tecladista y guitarrista
- Reinedio González Durán (El martillo) Ex capo de la droga.